# Schloß des Schreckens
Schloß des Schreckens (Originaltitel: The Innocents, Verweistitel: Schloss des Schreckens) ist ein in Schwarzweiß gedrehter britischer Horrorfilm von Jack Clayton aus dem Jahr 1961. Das Drehbuch schrieben William Archibald, Truman Capote und John Mortimer nach der Erzählung The Turn of the Screw von Henry James und der Theateradaption The Innocents von William Archibald.
Der im England des 19. Jahrhunderts angesiedelte Film erzählt von einer Gouvernante, die überzeugt ist, dass die beiden ihr anvertrauten Kinder von den Geistern zweier verstorbener Hausangestellten besessen sind.

## Handlung
England im 19. Jahrhundert: Miss Giddens, die Tochter eines Landpfarrers, tritt ihre erste Stelle als Gouvernante an. Sie soll über die Erziehung der verwaisten Geschwister Miles und Flora wachen. Der Vormund der Kinder ist ein unverheirateter Onkel, der als bekannter Lebemann meist unterwegs ist und unumwunden zugibt, kein Interesse für Kindererziehung aufbringen zu können. Dem Onkel ist vor allem wichtig, dass Miss Giddens die volle Verantwortung für die Kinder übernimmt und ihn auf keinen Fall mit Problemen behelligt.
Miss Giddens trifft auf dem Landsitz Bly ein, wo die Kinder gemeinsam mit der Haushälterin Mrs. Grose leben. Sie ist entzückt von den Gärten und Seen, dem großen und nur teilweise benutzten Schloss sowie auch von dem Mädchen Flora. Kurz nach Miss Giddens’ Ankunft kehrt auch der Junge Miles aus dem Internat zurück, denn er wurde wegen ungebührlichen Betragens der Schule verwiesen. Näheres ist zunächst nicht zu erfahren, und außerdem verhält sich Miles ausgesprochen charmant, sodass Miss Giddens nicht weiter nachforscht. Zudem Miles gibt Miss Giddens Komplimente für ihr Aussehen, wenngleich dies für einen Jungen seines Alters etwas frühreif wirkt.
Mit der Zeit fällt Miss Giddens auf, dass die beiden Kinder viele Geheimnisse hegen und seltsames Verhalten zeigen, etwa wenn sie nachts wach bleiben oder gar durch die Gegend streifen. Schließlich sieht Miss Giddens – scheinbar als Einzige – wiederholt geisterhafte Erscheinungen eines Mannes und einer Frau. Sie beschreibt die beiden Personen der Haushälterin Mrs. Grose, welche die Erscheinungen als den ehemaligen Diener Quint und Miss Jessel, Miss Giddens’ Vorgängerin als Gouvernante, identifiziert. Nach und nach erfährt Miss Giddens die Vorgeschichte: Miss Jessel war Quint sexuell hörig und die beiden pflegten ein sadomasochistisches Verhältnis zueinander. Nach Quints Erfrierungstod ertränkte sich Miss Jessel im Schlossteich. Da Miles Quint – der sein einziger männlicher Bezugspunkt war – „wie ein kleiner Hund“ folgte, während Flora ein enges Verhältnis zu Miss Jessel hatte, erscheint es wahrscheinlich, dass die Kinder auch Details dieser seltsamen Beziehung miterlebt haben.
In Miss Giddens keimt der Verdacht, dass die Geister der Verstorbenen Besessenheit über die Kinder erlangt haben, um auch im Tod ihr physisches Verhältnis fortsetzen zu können. Miss Giddens möchte die Kinder von dem Einfluss der Geister befreien. Eines Tages verlässt Flora urplötzlich das Haus und beginnt am Schlossteich zu tanzen, dort, wo Miss Jessel den Tod gefunden hat. Miss Giddens insistiert gegenüber Flora, diese sei von Miss Jessels Geist besessen, bis das Mädchen einen hysterischen Anfall erleidet. Die Gouvernante sieht darin eine Bestätigung ihrer Theorie, hingegen zweifelt Mrs. Grose zunehmend an der geistigen Gesundheit der Gouvernante. Miss Giddins schickt anschließend Mrs. Grose und Flora zu dem Onkel nach London, damit das Mädchen dort fern vom Einfluss der Geister sei.
Indem sie nun allein mit Miles ist, hofft Miss Giddens, dass er ihr gegenüber über die Geister zu sprechen beginnt und darüber, warum er aus der Schule verwiesen wurde. Zunächst weicht Miles aus, doch schließlich gibt er zu, dass er die anderen Jungen mit Gewalt und vulgärer Sprache erschreckt hat. Sie fordert ihn auf, zu sagen, wer ihm diese Sprache und dieses Verhalten beigebracht hat. Miles beginnt plötzlich, sie unflätig zu beschimpfen, und rennt nach draußen. Miss Giddens folgt ihm und fleht ihn an, „seinen Namen zu sagen“. Er ruft Quints Namen und bricht dann zusammen. Miss Giddens glaubt, Miles sei jetzt frei von Quint – muss aber zu ihrem Entsetzen feststellen, dass der Junge tot ist. Danach küsst sie Miles auf den Mund und faltet ihre Hände wie zum Gebet – dasselbe Bild, das bereits in der ersten Einstellung des Films zu sehen ist.

## Hintergrund
Regisseur Jack Clayton erarbeitete die erste Drehbuchfassung gemeinsam mit William Archibald, dem Autor des nach Henry James’ Novelle The Turn of the Screw entstandenen Theaterstücks The Innocents. Dieses war bereits 1950 uraufgeführt worden. John Mortimer schrieb die Dialoge um, um diesen einen „viktorianischen“ Anstrich zu geben. Unzufrieden mit dem Ergebnis, konsultierte Clayton Harold Pinter, der ihm empfahl, zugunsten der Wirkung auf Rückblenden zu verzichten. Schließlich wurde Truman Capote verpflichtet, der seine Recherchen zu seinem Roman Kaltblütig für mehrere Wochen unterbrach und das Drehbuch in der Schweiz zur endgültigen Fassung umschrieb. Von Capote stammte unter anderem die Idee, die Frage, ob die Kinder tatsächlich von Geistern besessen sind oder die Gouvernante Miss Giddens das Opfer ihrer eigenen Einbildungskraft ist, offenzulassen.

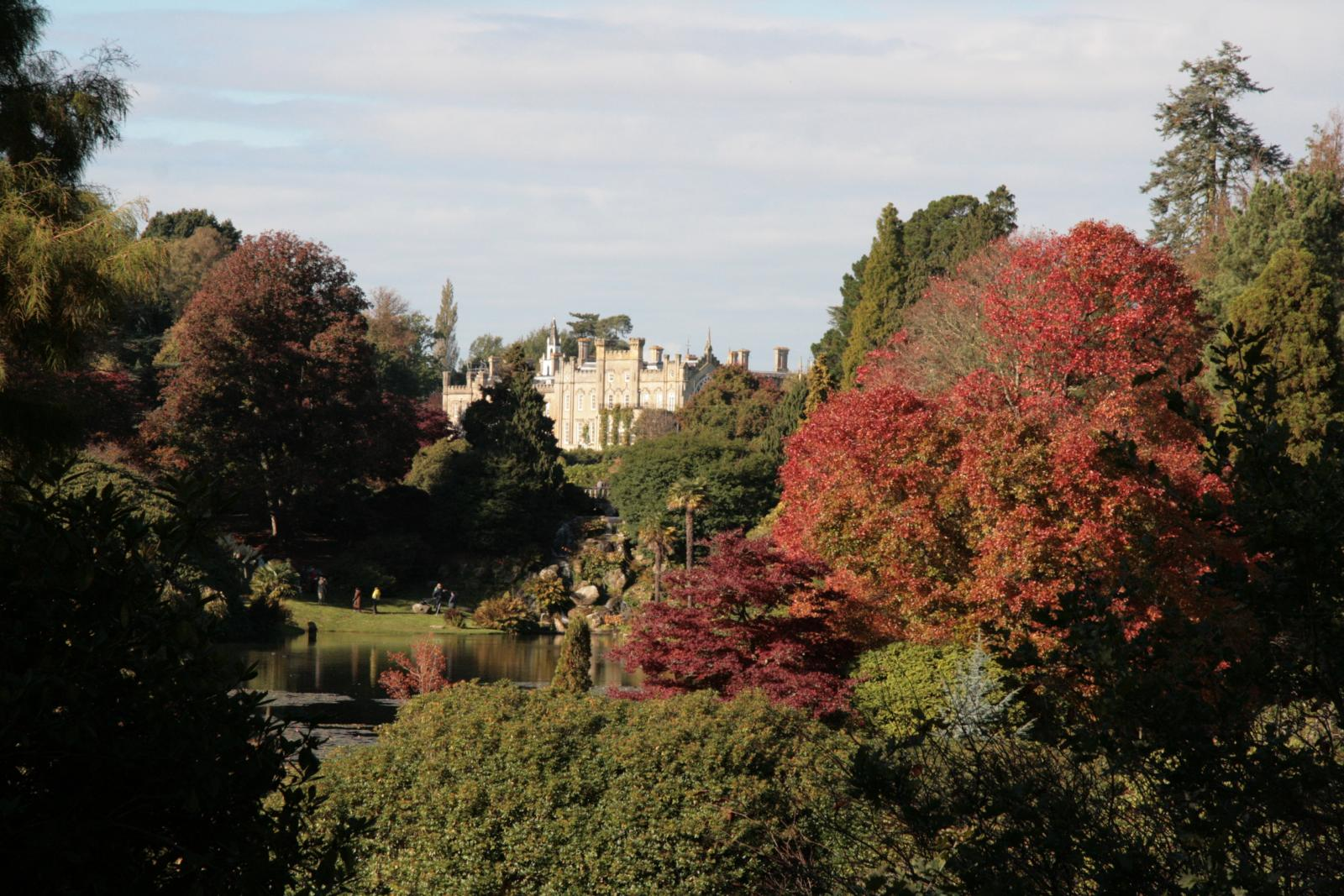
Als Kulisse diente Sheffield Park samt Schloss nahe Haywards Heath, Sussex

Die Innenaufnahmen zu Schloß des Schreckens entstanden in den Shepperton Studios nahe London, die Außenaufnahmen in Sheffield Park in Sussex.
Schloß des Schreckens startete im November 1961 in den britischen Kinos. Zur Erstaufführung erhielt der Film von der britischen Zensurbehörde BBFC ein „X“ (absolutes Jugendverbot). 2005 wurde der Film auf „12A“ (Kinder unter 12 Jahren müssen von einem Erwachsenen begleitet werden) herabgestuft.
In der Bundesrepublik Deutschland lief der Film am 25. Mai 1962 an, in Österreich im Juni 1963.
Er hat bis heute (2012) die Einstufung FSK 16.

## Synchronisation
Die deutsche Synchronfassung entstand bei der Elite-Film Franz Schröder GmbH in Berlin. Für Dialogbuch und Dialogregie war Horst Balzer verantwortlich.
| Rolle        | Schauspieler     | Dt. Synchronstimme      |
| ------------ | ---------------- | ----------------------- |
| Miss Giddens | Deborah Kerr     | Marianne Kehlau         |
| Flora        | Pamela Jenkins   | Hansi Jochmann          |
| Miles        | Martin Stephens  | Helo Gutschwager        |
| Onkel        | Michael Redgrave | Wolfgang Lukschy        |
| Mrs. Grose   | Megs Jenkins     | Lilli Schönborn-Anspach |
| Miss Jessel  | Clytie Jessop    | Tilly Lauenstein        |

## Kritiken
„Mr. Clayton und Miss Kerr haben es versäumt, die Geschichte und [Miss Giddens’] Charakter mit genügend Schärfe und Offenheit darzustellen, um einen Horror- oder psychologischen Film ersten Ranges abzuliefern. Aber er ist immer noch von Interesse und jagt einem manch nachdrücklichen Schauer über den Rücken.“

„Intelligenter, mit subtilen Mitteln inszenierter Thriller, der alptraumhaft die morbide Atmosphäre der Vorlage von Henry James beschwört und virtuos die Schwebe zwischen übersinnlicher Gespenstergeschichte und Wahnwelt einer überspannten jungen Frau hält. Herausragend die Leistung der Hauptdarstellerin.“

„Jack Claytons Film mutet wie eine liebenswerte Replik auf die Horrorfilme der vierziger Jahre an – ein später Klassiker des Genres.“

## Weitere Verfilmungen
Im Jahr 1971 drehte Michael Winner den Film Das Loch in der Tür (Originaltitel: The Nightcomers), der die Vorgeschichte zu Schloß des Schreckens erzählt. In den Hauptrollen spielten Marlon Brando als Quint und Stephanie Beacham als Miss Jessel.

Für weitere Verfilmungen von James’ Novelle siehe 
Der Film The Others von 2001 weist eine Reihe von Parallelen in der Handlung auf.